# 차넬 테레로
차넬 테레로(Chanel Terrero, 1991년 7월 28일 ~ )는 쿠바, 스페인의 가수, 댄서, 배우이다. 유로비전 송 콘테스트 2022에 스페인 대표로 참가했으며, 참가곡은 "SloMo"이다.